# Аманжолов, Касым Рахимжанович
Касым Рахимжанович Аманжолов (11 октября 1911, Каркаралинский уезд, Семипалатинская область, Российская империя — 18 января 1955, Алма-Ата, Казахская ССР, СССР) — казахский поэт. 

## Биография
Родился в Каркаралинском уезде Семипалатинской области. Происходит из подрода кожас рода Каракесек племени Аргын. Рано потерял родителей. Воспитывался в интернате.
В 1930 году окончил Семипалатинский зооветеринарный техникум. Учился в Уральском педагогическом институте, Ленинградском институте лесного хозяйства, однако оба вуза не окончил.
С 1932 года работал в редакции республиканской молодёжной газеты «Лениншил жас». В 1940 исключался из Союза писателей за хулиганство и национализм. В 1941—1946 годах служил в рядах Красной Армии; участник Великой Отечественной войны.
Член ВКП(б) с 1944 года.
Отец — Рахимжан Аманжолов (ум. 1918), мать — Айганша (1896 — ?).
Дочь — Дарига.
Печатался с 1931 года. В 1938 году была издана его первая книга — сборник стихов «Исповедь жизни», рассказывающая о жизни и труде молодых строителей коммунизма. В начале творческого пути придерживался канонов традиционной поэзии жырау (сказания) и толгау (размышления).
Писал также фельетоны, одноактные сатирические пьесы.
Переводил на казахский язык произведения А. С. Пушкина («Полтава»), М. Ю. Лермонтова («Маскарад»), Т. Г. Шевченко, В. В. Маяковского («Во весь голос»), А. Т. Твардовского («Василий Тёркин»).
Среди его сборников стихов — «Исповедь жизни» (1938), «Буря» (1948), «Прекрасное дитя» (1949), «Стихи» (1949), «Светлый мир» (1950). Поэмы «Таинственная девушка» (1939), «Сказание о смерти поэта» (1944), «Наш дастан» (1947).
Создал несколько мелодий на свои же тексты; и сейчас популярны написанные им на собственные слова песни «Где же, где та девушка любимая…», «Дарига», «Страна родная».
Ввёл в казахский стих десятислоговую строку; впервые применил чередование восьми- и девятислоговых строк, удобное для передачи разговорной интонации.
Скончался 18 января 1955 года в Алма-Ате. Похоронен на Центральном кладбище города.

### Избранные сочинения
Источник — Электронные каталоги РНБ Архивная копия от 3 марта 2016 на Wayback Machine
поэзия
- Аманжолов К. Р. Гроза : Стихотворения / Пер. с казах. Д. Снегина. — Алма-Ата: КазОГИЗ, 1946. — 44 с. — 15 000 экз.
- Аманжолов К. Р. Избранное / Пер. — Алма-Ата: Жазушы, 1971. — 119 с. — (Стихи и поэмы «Наша легенда», «Абдулла»). — 10 900 экз.
- Аманжолов К. Письмо Родине : Избранное / Пер. с казах. — М.: Гослитиздат, 1960. — 151 с. — (Стихи и поэма «Абдулла»). — 4500 экз.
- Аманжолов К. Светлый путь : Стихи и поэмы / Пер. с каз. — Алма-Ата: Жазушы, 1984. — 207 с. — (Казахская поэзия. Циклы: Родная земля; На музыку весны; Поэмы: Загадочная девушка; Наша поэма). — 16 000 экз.
- Аманжолов К. Стихи / Пер. с каз. — Алма-Ата: Казах. объедин. гос. изд-во, 1949. — 71 с. — 5000 экз.
- Аманжолов К. Стихи / Пер. с каз. — М.: Худож. лит., 1975. — 222 с. — 10 000 экз.
- Аманжолов К. Стихи и поэмы / Пер. — Алма-Ата: Казгослитиздат, 1958. — 212 с. — 5000 экз.

публицистика
- Аманжолов К. Р. Комсомол Казахстана в борьбе за Советскую Родину. — Алма-Ата, 1968. — 21 с.
- Аманжолов К. Р., Абилова М. Х., Балакаев Т. Б. и др. В труде и в бою : [Очерки истории ДОСААФ КазССР] / Под общ. ред. Б. Б. Байтасова. — Алма-Ата: Казахстан, 1979. — 239 с. — 10 500 экз.

## Награды и признание
- вторая премия на литературном конкурсе, посвящённом двадцатилетию Ленинского комсомола, (1938) — за поэму «Таинственная девушка»

## Память
Именем К. Аманжолова названы:
- улица в Астане
- улица в Шымкенте
- улица в Караганде
- улица в Уральске (бывшая ул. им. Дмитриева)
- улица в Атырау (бывшая ул. им. Глинки)
- улица в селе Таскала, Таскалинского района Западно-Казахстанской области (бывшая улица им. М.Горького)
- сельский округ в Каркаралинском районе.
- КГУ «Общеобразовательная школа имени К. Аманжолова» отдела образования Шардаринского района управления образования Туркестанской области

Улица в Алматы
Построен памятник К. Аманжолову в Караганде.